# Dicksoniaceae
Dicksoniaceae é uma família taxonômica de samambaias da ordem Cyatheales, apresenta 3 gêneros (Calochlaena, Dicksonia, Lophosoria) e cerca de 30 espécies. A maioria dos gêneros na família são rasteiros ou possuem troncos muito pequenos, no entanto, algumas das maiores espécies podem atingir vários metros de altura, como a Dicksonia sellowiana, também conhecida popularmente como “xaxim” ou “samambaia-açu”. Os membros de Dicksoniaceae são amplamente distribuídos e um componente comum das florestas tropicais úmidas em todo o mundo.

## Morfologia
A família Dicksoniaceae é caracterizada por serem arborescente ou com rizomas eretos ou ascendentes, que são do tipo rizomas modificados para o crescimento vertical e são embutidos em um manto espesso de raízes adventícias. Essas formas arborescentes não são típicas das Monilófitas, já que a maioria são plantas de pequeno porte.

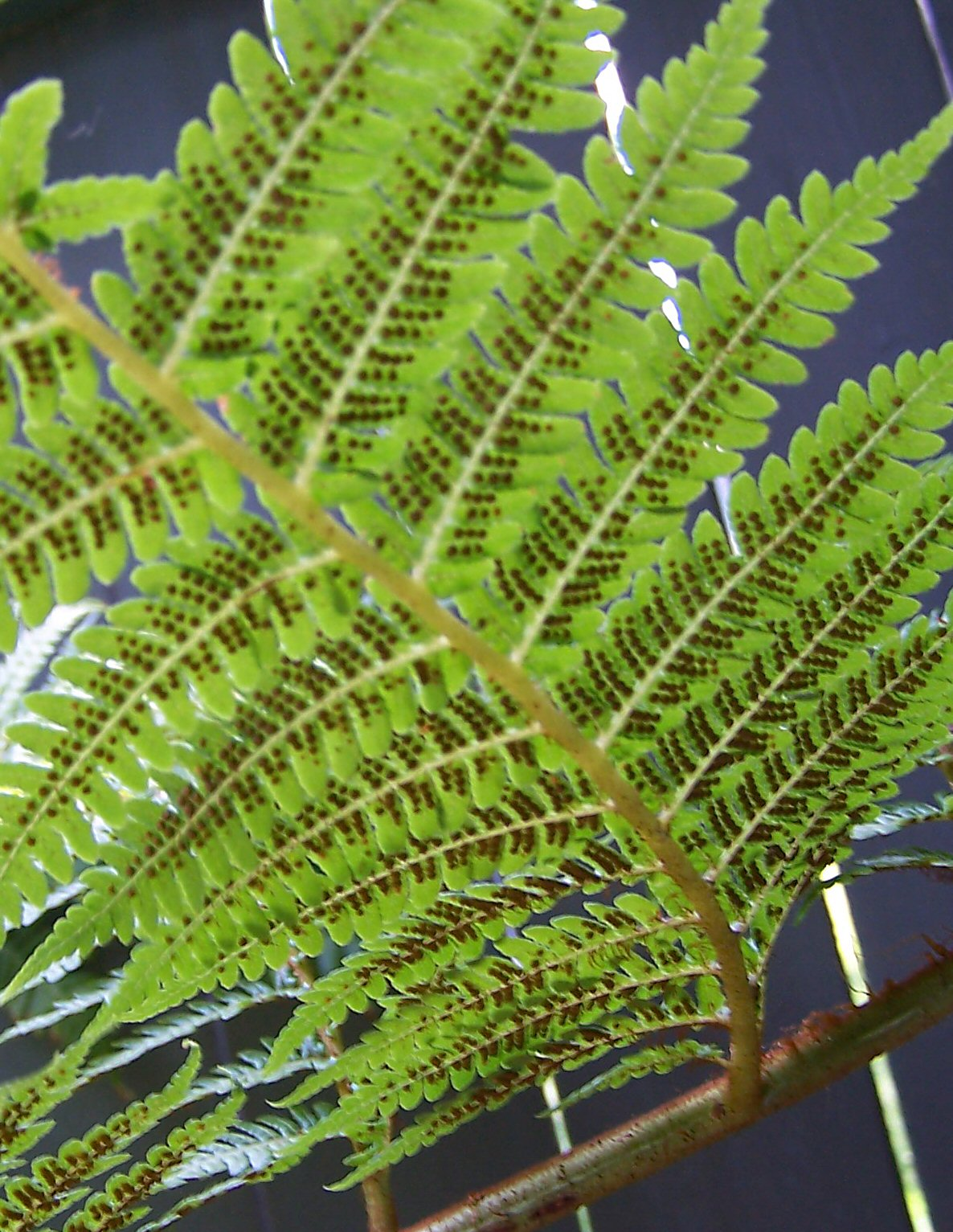
Soros

Por serem Monilófitas elas possuem protoxilema mesarco circundado por metaxilema, e sifonostelo. Dicksoniaceae é uma família da classe Polypodiopsida então possuem leptosporângios. As folhas, muitas vezes altamente divididas, podem ter vários metros de comprimento e são notáveis pela ausência de escamas e pela presença de pelos multicelulares frequentemente visíveis, especialmente no pecíolo. Os soros são marginais nos gêneros Dicksonia e Calochlaena ou abaxial no gênero Lophosoria, são circulares a elípticos em contorno e ocorrem ao longo das bordas dos segmentos foliares, eles são protegidos de um lado pela margem ondulada da folha modificada e por outro por uma aba protetora membranosa (indúsio). Os esporos são tetraédricos globosos.

## Relações filogenéticas
A família Dicksoniaceae está inserida em uma politomia junto com Ciboticeae, Cyatheaceae e Metaxyceae. Todas as famílias dessa politomia são filogeneticamente próximas de Plagiogrylaceae, Culcitaceae, Loxomataceae e Thyrsopteridaceae. Todas essas famílias formam a ordem Cyatheales, grupo irmão de Polypodiales. Essas 11 Ordens pertencem as samambaias que possuem Leptosporangios que é a classe Polypodiopsida, maior representante das Monilófitas (samambaias).

## Diversidade taxonômica
Apenas três gêneros sobreviventes são reconhecidos nesta família monofilética:
- Calochlaena
- Dicksonia
- Lophosoria

## Domínios e estados onde ocorrem no Brasil
A família Dicksoniaceae é nativa do Brasil, porém não é endêmica.

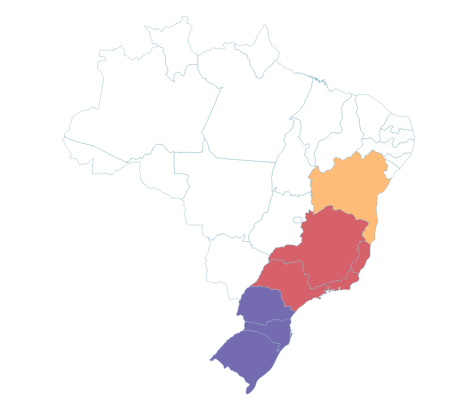
Dicksoniaceae no Brasil

Há ocorrências confirmadas nos seguintes estados brasileiros: Bahia, Minas Gerais, Espirito Santo, Rio de Janeiro, São Paulo, Paraná, Santa Catarina e Rio Grande do Sul, todos eles litorâneos, exceto Minas Gerais, sendo seu domínio apenas na Mata Atlântica.

## Lista de espécies brasileiras[4]
- Dicksonia bipinnata Cav.
- Dicksonia cicutaria Sw.
- Dicksonia coniifolia Hook.
- Dicksonia montevidensis Spreng.
- Dicksonia obtusifolia Willd.
- Dicksonia sellowiana Hook.
- Lophosoria quadripinnata (J.F.Gmel.) C.Chr.

## Ecologia
A família Dicksoniaceae possui importantes espécies hospedeiras para plantas epífitas. A espécie Dicksonia sellowiana pode abrigar diversas outras espécies epífitas em florestas ombrófilas, como a Trichomanes angustatum Carmich, Blechnum binervatum (Poir.) C.V. Morton & Lellinger, Vittaria lineata (L.) Sm e Lastreopsis amplissima (C. Presl) Tindale.

Toras de Dicksonia sellowiana

Devido ao fato de Dicksonia sellowiana ser ameaçadas de extinção, atualmente é proibido por leis ambientais o comércio dessas samambaias. A retirada do tronco dessas plantas é usada no comércio para a confecção de vasos e para formar placas e estacas de jardinagem. Nesse sentido, o CONAMA (Conselho Nacional de Meio Ambiente) formulou a resolução 278/2001, que veta o comércio. Essa espécie está na lista oficial do IBAMA (Instituto Brasileiro do Meio Ambiente e dos Recursos Naturais Renováveis) de espécies brasileiras ameaçadas de extinção (Portaria/IBAMA n°. 37N/92 e COPAM 085/97).